# BC Körmend
El BC Körmend, más conocido como Egis Körmend por motivos de patrocinio, es un equipo de baloncesto húngaro con sede en la ciudad de Körmend, que compite en la A Division, la máxima competición de su país. Disputa sus partidos en el Körmend Városi Sportcsarnok, con capacidad para 2,000 espectadores.

## Historia
Fundado en 1962, es unos de los clubes con mayor tradición de Hungría. Lleva jugando en la A Division desde 1975, siendo el equipo que más tiempo lleva en la liga. Posee 3 ligas (1987, 1996 y 2003) y 7 copas (1990, 1993, 1994, 1995, 1997, 1998 y 2016). Es el 2º club húngaro con más copas, sólo superado por el Budapesti Honvéd SE que tiene 17.
En la 1ª liga que ganaron (temporada 1986-1987), rompieron la hegemonía del Budapesti Honvéd SE, que llevaba 10 años consecutivos ganándola. Entre los años 1989 y 1998 fue su mejor época, conquistando 1 liga y 6 copas, 5 de ellas casi seguidas entre los años 1992 y 1998 (la única que no ganaron fue la del año 1996, de la que fueron subcampeones).
El equipo tan sólo no se ha metido en play-offs en 3 ocasiones (2005, 2009 y 2015). Su mejor resultado en competiciones europeas ha sido llegar a los octavos de final de la FIBA Europe Cup, donde perdieron contra el Élan Chalon francés.

## Nombres
| Denominación              | Período       |
| ------------------------- | ------------- |
| Körmendi Dózsa FMTE       | 1962-1981     |
| Körmendi Dózsa MTE        | 1981-1990     |
| Körmend-Hunor             | 1990-1992     |
| Körmendi KC               | 1992-1994     |
| Marc-Körmend              | 1994-2005     |
| Lami-Véd Körmend          | 2005-2007     |
| Polaroid Lami-Véd Körmend | 2007-2009     |
| MJUS-Fortress Körmend     | 2009-2011     |
| Fortress Lami-Véd Körmend | 2011-2012     |
| Lami-Véd Körmend          | 2012-2013     |
| Egis Körmend              | 2013–presente |

## Registro por Temporadas
| Temporada | Competición Doméstica | Competición Doméstica | Competición Doméstica | Competición Doméstica | Copa Húngara     | Competición Europea                   |
| Temporada | División              | Liga                  | Posición              | Play-Offs             | Copa Húngara     | Competición Europea                   |
| --------- | --------------------- | --------------------- | --------------------- | --------------------- | ---------------- | ------------------------------------- |
| 2000–01   | 1ª                    | A Division            | 1º                    | 3ª Plaza              | –                | –                                     |
| 2001–02   | 1ª                    | A Division            | 2º                    | Subcampeones          | –                | –                                     |
| 2002–03   | 1ª                    | A Division            | 6º                    | Campeones             | 3ª Plaza         | –                                     |
| 2003–04   | 1ª                    | A Division            | 5º                    | Cuartos de final      | –                | –                                     |
| 2004–05   | 1ª                    | A Division            | 9º                    | –                     | –                | –                                     |
| 2005–06   | 1ª                    | A Division            | 4º                    | 3ª Plaza              | –                | –                                     |
| 2006–07   | 1ª                    | A Division            | 6º                    | Subcampeones          | Subcampeones     | –                                     |
| 2007–08   | 1ª                    | A Division            | 7º                    | Subcampeones          | –                | –                                     |
| 2008–09   | 1ª                    | A Division            | 10º                   | –                     | –                | 3ª EuroChallenge - 1ª Ronda           |
| 2009–10   | 1ª                    | A Division            | 3º                    | 3ª Plaza              | –                | –                                     |
| 2010–11   | 1ª                    | A Division            | 4º                    | 3ª Plaza              | –                | –                                     |
| 2011–12   | 1ª                    | A Division            | 4º                    | 4ª Plaza              | –                | –                                     |
| 2012–13   | 1ª                    | A Division            | 6º                    | Cuartos de final      | –                | 3ª EuroChallenge - Fase de grupos     |
| 2013–14   | 1ª                    | A Division            | 8º                    | Cuartos de final      | Cuartos de final | 3ª EuroChallenge - Fase de grupos     |
| 2014–15   | 1ª                    | A Division            | 10º                   | –                     | –                | 3ª EuroChallenge - Fase de grupos     |
| 2015–16   | 1ª                    | A Division            | 3º                    | 3ª Plaza              | Campeones        | 3ª FIBA Europe Cup - Fase de grupos   |
| 2016–17   | 1ª                    | A Division            | 4º                    | 4ª Plaza              | 4ª Plaza         | 4ª FIBA Europe Cup - Octavos de final |
| 2017–18   | 1ª                    | A Division            |                       |                       |                  | 4ª FIBA Europe Cup                    |

## BC Körmend en competiciones europeas
Copa de Europa de baloncesto 1987-88
| 1ª Ronda | AEL                | Körmendi Dózsa MTE | 72-84  | 109-71 |  |
| 2ª Ronda | Körmendi Dózsa MTE | BC Partizan ICN    | 94-130 | 101-71 |  |

Recopa de Europa de baloncesto 1990-91
| 2ª Ronda | Körmend-Hunor | Dynamo Moscow | 74-86 | 113-72 |  |

Copa Korać 1991-92
| 1ª Ronda | Körmend-Hunor | KK Zadar | 85-97 | 83-73 |  |

Copa Korać 1992-93
| 2ª Ronda | Metropole-Adazhi | Körmendi KC | 85-65 | 86-67 |  |

Copa de Europa de la FIBA 1993-94
| 1ª Ronda | SC Steaua   | Körmendi KC  | 54-71 | 97-76 |  |
| 2ª Ronda | Körmendi KC | Tau Ceramica | 74-75 | 93-80 |  |

Copa de Europa de la FIBA 1994-95
| 1ª Ronda | Zenica Čelik | Marc-Körmend  | 55-76 | 92-68 |  |
| 2ª Ronda | Marc-Körmend | Iraklis BC SA | 51-60 | 88-66 |  |

Copa de Europa de la FIBA 1995-96
| 1ª Ronda | Hiefenech Telekurs | Marc-Körmend | 63-78 | 100-58 |  |
| 2ª Ronda | Marc-Körmend       | Anwil        | 92-70 | 87-60  |  |

Eurocopa de la FIBA 1996-97
| Fase de grupos         | Vita                 | Marc-Körmend     | 72-71 | 97-78   |  |
| Fase de grupos         | Marc-Körmend         | Türk Telekom SC  | 82-73 | 93-81   |  |
| Fase de grupos         | KK Budućnost         | Marc-Körmend     | 77-81 | 103-101 |  |
| Fase de grupos         | Marc-Körmend         | Scaligera Basket | 97-93 | 85-73   |  |
| Fase de grupos         | Haribo London Towers | Marc-Körmend     | 74-59 | 84-79   |  |
| Dieciseisavos de Final | Marc-Körmend         | TDK Manresa      | 83-77 | 89-79   |  |

Eurocopa de la FIBA 1997-98
| Fase de grupos         | Marc-Körmend    | Polti Cantù      | 78-90 | 90-68  |  |
| Fase de grupos         | Telindus        | Marc-Körmend     | 88-79 | 82-77  |  |
| Fase de grupos         | Marc-Körmend    | Portugal Telecom | 87-70 | 80-85  |  |
| Fase de grupos         | KK Sloboda Dita | Marc-Körmend     | 70-81 | 75-65  |  |
| Fase de grupos         | Marc-Körmend    | TSV Bayer 04     | 90-77 | 100-97 |  |
| Dieciseisavos de Final | Marc-Körmend    | Avtodor          | 83-85 | 99-76  |  |

Copa Saporta 1998-99
| Fase de grupos | Marc-Körmend            | Tofaş SC        | 83-72 | 92-57 |
| Fase de grupos | BC Lietuvos Rytas       | Marc-Körmend    | 92-84 | 76-80 |
| Fase de grupos | Marc-Körmend            | Region Wallonne | 72-79 | 95-67 |
| Fase de grupos | Marc-Körmend            | Bosna Asa       | 76-69 | 83-63 |
| Fase de grupos | Hapoel Migdal Jerusalem | Marc-Körmend    | 89-61 | 84-90 |

FIBA EuroChallenge 2008-09
| 1ª Ronda | Polaroid–Lami-Véd Körmend | EiffelTowers | 71-88 | 113-100 |  |

FIBA EuroChallenge 2012-13
| Fase de grupos | BC Timișoara     | Lami-Véd Körmend | 75-65 | 97-86 |
| Fase de grupos | Lami-Véd Körmend | Szolnoki Olaj    | 92-96 | 83-94 |
| Fase de grupos | EWE Baskets      | Lami-Véd Körmend | 95-64 | 67-90 |

FIBA EuroChallenge 2013-14
| Fase de grupos | Triumph Lyubertsy | Egis Körmend     | 90-74  | 70-80  |
| Fase de grupos | Egis Körmend      | Gaz Metan Mediaş | 68-73  | 77-72  |
| Fase de grupos | Egis Körmend      | BC Kyiv          | 103-99 | 102-64 |

FIBA EuroChallenge 2014-15
| Fase de grupos | Lukoil Academic | Egis Körmend | 75-80 | 63-76 |
| Fase de grupos | Egis Körmend    | Energia      | 77-76 | 73-72 |
| Fase de grupos | Egis Körmend    | Tartu Rock   | 72-79 | 81-83 |

FIBA Europe Cup 2015-16
| Fase de grupos | Donar Groningen      | Egis Körmend | 78-71  | 75-72 |
| Fase de grupos | Belfius Mons-Hainaut | Egis Körmend | 103-70 | 77-66 |
| Fase de grupos | ASVEL                | Egis Körmend | 83-64  | 86-97 |

FIBA Europe Cup 2016-17
| Fase de grupos   | Egis Körmend    | Limburg United | 100-85 | 75-92 |  |
| Fase de grupos   | BCM Gravelines  | Egis Körmend   | 95-76  | 85-60 |  |
| Fase de grupos   | Donar Groningen | Egis Körmend   | 79-74  | 72-79 |  |
| 2ª Fase          | Nanterre 92     | Egis Körmend   | 87-77  | 91-74 |  |
| 2ª Fase          | Egis Körmend    | Tsmoki-Minsk   | 90-74  | 91-84 |  |
| 2ª Fase          | Bnei Herzliya   | Egis Körmend   | 70-87  | 91-88 |  |
| Octavos de Final | Egis Körmend    | Élan Chalon    | 78-99  | 82-82 |  |

FIBA Europe Cup 2017-18
| 1ª Ronda | Boras Basket | Egis Körmend |  |  |

## Palmarés

### Liga
- A Division

-   -  Campeones (3): 1987, 1996, 2003

-   - Subcampeones (6): 1990, 1992, 1997, 2002, 2007, 2008
  - Terceros (7): 1985, 1994, 2001, 2006, 2010, 2011, 2016

### Copa
- Copa Húngara

-   -  Campeones (7): 1990, 1993, 1994, 1995, 1997, 1998, 2016

-   - Subcampeones (2): 1999, 2007
  - Terceros (1): 2003

### Internacional
- Alpe Adria Cup

-   - Campeón (1): 2019

- Copa Saporta

-   - Dieciseisavos de Final (1): 1998

- FIBA Europe Cup

-   - Octavos de Final (1): 2017

## Jugadores destacados
| - Sebastian Koch - Bennet Davis - Nermin Hujdurović - Mikalai Aliakseyeu - Mario Bošnjak - Zvonko Buljan - Dominik Dumančić - Boris Dzidić - Ivan Grgat - Luka Katura - Marko Morić - Jurica Spahija - Davor Vidačak - Stanislav Zuzák - Ryan Richards - Giorgi Sharabidze - Ferenc Boldizsár - Gábor Bordacs - Ervin Csaplár-Nagy - Georgy Cseh - Milán Csorvási - László Czigler - Gergely Dávid - Dániel Deri - Péter Doktor - János Eilingsfeld - István Érsek - Attila Farkaš - Csaba Ferencz - Gergely Fodor - Márton Fodor - György Goloman - Péter Grebenár - Ákos Halász | - Ronald Halm - Gergely Hegedüs - Bálint Horti - Csaba Horváth - Róbert Jarosevits - Oliver Kántor - Rafael Keresztes - György Kinter - Tamás Kocsis - Zoltán Kolonics - Gergely Kutasi - Zsolt Lakosa - Péter Lóránt - Ádám Márton - Balázs Máté - Levente Molnár - Richárd Nagy - Ákos Németh - István Németh - István Németh Sr. - Bence Oroszi - András Ruják - Martin Sömenek - Béla Sonyák - Tamás Szlávik - Norbert Tóth - Gergely Tóth - Rudolf Trummer - András Vávra - Péter Vávra - Ferenc Zsebe - Andrejs Bondarenko - Žarko Rakočević - Zbigniew Białek | - Tomasz Cielebąk - Mirosław Łopatka - Adam Metelski - Dawid Przybyszewski - Alin Șipoș - Dejan Dunović - Gregor Jakhel Kolarević - Aleš Živanovič - Cheick Diakité - Nebojša Kaćanski - Milun Klisura - Marko Kolarić - Terry Allen - Tezale Archie - Kyle Austin - George Banks - Damen Bell-Holter - Roy Booker - Adam Brown - Wesley Channels - Steven Davis - Nick DeWitz - Cole Dickerson - Emmanuel Dies - Anthony Dill - E.J. Drayton - Charles Edmonson - Muhammad El-Amin - Mike English - Eric Fanning - Jeremy Fears - KJ Garland - Sterling Gibbs - Darrin Govens | - Rylan Hainje - Kenneth Henderson - Andre Hollins - Jibrahn Ike - Tyler Larson - Marqus Ledoux - Darien Brothers - Walt Lemon - Chauncey Leslie - Jordan Loveridge - Ed McCants - Bryan McCullough - Trey McKinney-Jones - Corey Minnifield - Devon Moore - Marcus Moore - Peter Mulligan - Lee Nixon - Kendrick Perry - Kasib Powell - Sheldon Quarles - Kasib Rafiq - Sean Riley - Devon Saddler - George Scott - Mike Scott - Ricardo Scott - LeVar Seals - Matthew Shaw - Vincent Simpson - Lenzelle Smith - Edwin Suber - Durrell Summers - Justin Tuoyo | - Will Walker - Chris Williams - James Wright - Marquis Wright - Samir Mujanović - Martin Mihajlović - Rolland Török - Ersid Ljuca - Josh Duinker - Rasheed Quadri - Manix Auriantal - Momčilo Latinović - Dejan Mladenović - Marko Popadić - Harry Bell - Charles Burgess - Mahmoud Abdul-Awwel - Perry Petty - Rashad Bell - E.J. Kusnyer - Jermaine Thomas - Lasan Kromah - Jaytornah Wisseh - Omar Krayem - Chris Clay - Paul Graham |